# Marta Gogłuska-Jerzyna
Marta Gogłuska-Jerzyna (ur. 6 stycznia 1954 r. w Parczewie) – polska malarka, rysownik, poetka. 
Ukończyła Liceum Sztuk Plastycznych w Lublinie. Jest absolwentką teologii Katolickiego Uniwersytetu Lubelskiego. Studiowała także na Uniwersytecie Warszawskim. Opracowała własną teorię sztuki integralnej, na którą składa się rysunek integralny, poezja integralna, metoda integralna, integralne doradztwo zawodowe, integracja kulturowa, a także integralne opracowanie nowego przedmiotu obejmującego całość tych zagadnień.
Malarstwo Marty Gogłuskiej-Jerzyny nie wpisuje się w żadną z obecnych stylistyk. Są to zazwyczaj obrazy malowane tuszem, które składają się z szeregu różnorodnych, precyzyjnych i pieczołowicie dobranych elementów.
Jej wiersze i rysunki były dotychczas publikowane w „Argumentach”, „Poezji”, „Tu i Teraz”, „Przeglądzie Kulturalnym”, „Przeglądzie Tygodniowym”, „Integracjach”. Prace poetyckie artystki tłumaczone na język angielski brały udział w konkursach międzynarodowych m.in. w Nowej Zelandii, Włoszech i Francji i zostały nagrodzone publikacjami książkowymi.
Marta Gogłuska-Jerzyna brała udział w kilkudziesięciu wystawach zbiorowych, a także w aranżacjach własnych wystaw indywidualnych plastyczno-poetyckich z tłumaczeniem na język angielski. Prace autorki znajdują się w zbiorach prywatnych w kraju i za granicą. Należy do Związku Polskich Artystów Plastyków. 
Była drugą żoną poety Zbigniewa Jerzyny, z którym ma syna Marcina grającego w rockowych zespołach Panta Koina i Lan/cet.